# Pedro Ossandón Buljevic
Pedro Mario Ossandón Buljevic (ur. 16 października 1957 w Santiago) – chilijski duchowny katolicki, biskup polowy Chile od 2021.

## Życiorys

### Prezbiterat
Święcenia kapłańskie otrzymał 20 grudnia 1986 i został inkardynowany do archidiecezji Santiago de Chile. Pracował duszpastersko na terenie archidiecezji, był także m.in. wykładowcą na kilku uczelniach oraz podsekretarzem chilijskiej Konferencji Episkopatu.

### Episkopat
4 listopada 2008 papież Benedykt XVI mianował go biskupem pomocniczym archidiecezji Concepción, ze stolicą tytularną La Imperial. Sakry biskupiej udzielił mu 12 grudnia 2008 ówczesny arcybiskup metropolita Concepción - Ricardo Ezzati Andrello.
10 lipca 2012 został przeniesiony jako biskup pomocniczy do archidiecezji Santiago de Chile.
28 października 2021 papież Franciszek mianował go biskupem polowym ordynariatu wojskowego Chile. 